# Rallye Baie-des-Chaleurs
Le Rallye Baie-des-Chaleurs est une compétition annuelle de rallye automobile canadienne, sur routes de gravier autour de la Baie des Chaleurs. 

## Histoire

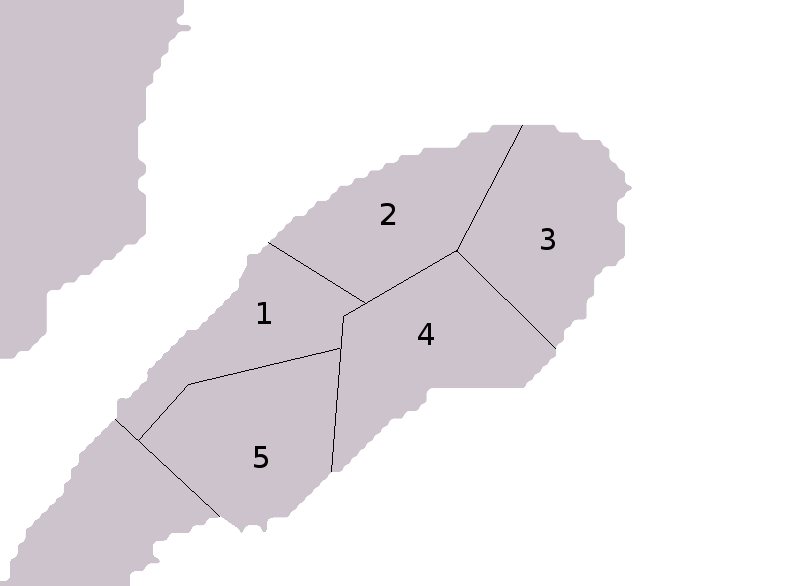
Régions naturelles de la Gaspésie : 1-La Côte; 2-La Haute-Gaspésie; 3-La Pointe; 4-La Baie-des-Chaleurs; 5-La Vallée

Il se déroule à la fin du mois de juin en péninsule de Gaspésie, autour des MRC de Bonaventure (New Richmond) et d'Avignon, le long du littoral nord de l'une des rares baies inscrites au club très fermé des Plus belles baies du monde en face du Nouveau-Brunswick, jouissant sous ces latitudes du micro-climat tempéré de la rivière Ristigouche.
Il est organisé par le Club Rallye Auto Baie des Chaleurs (CRAB).
Il est la seconde manche francophone du Championnat du Canada des rallyes. Plus de 2 000 spectateurs viennent le regarder passer tous les ans. L’une des épreuves les plus prisées est celle de l'amphithéâtre naturel du Camp Brûlé.
Des pilotes tels l'américain John Buffum (1978, 1980, 1988 et 1995 comme pilote, 1989 et 1990 comme copilote), Tom McGeer (1992, 2000, 2001 et 2002), Antoine L'Estage (2005, 2007, 2011, 2012 et 2013), Frank Sprongl (1997, 1998 et 1999), Patrick Richard (2003, 2004 et 2010), Taisto Heinonen (1977 et 1979), Randy Black (1982 et 1983), l'américain Paul Choiniere (1989 et 1990), Bo Skowronnek (1986), Bruno Kreibich (1991), l'américain Carl Merrill (1994) et son compatriote Matthew Iorio (2006), l'ont remporté durant leur carrière.